# 数学公式
数学公式（mathematical formula）常简称為公式，是方程式的一種。
與恆等式有點類似但不完全一樣。數學公式強調應用或描述兩個變量之間的關係；而恆等式則表明一條數學的普遍真理，表示兩邊的表達式的未知數可以代入任意數值，而兩邊的表達式依然會產生一樣的數值。
數學公式，表示兩個量之間等或不等的公式。例如關於球體的體積，有 {\displaystyle V={\frac {4}{3}}\pi r^{3}} 的公式，其中 V 即代表球體體積，r 是球體半徑，左右兩邊的項以等號連接。原先也許需要用到窮竭法或微積分去求體積，但總結了公式之後，只需知道 r 的值，便能簡單地求出 V 的值了。這個公式描述了 r 跟 V 之間的關係。
恆等式，像是差的平方。{\displaystyle (a-b)^{2}} 這個表達式經由交換律、結合律、分配律，可以變成 {\displaystyle a^{2}-2ab+b^{2}} 這個表達式。不管 {\displaystyle a} 跟 {\displaystyle b} 的值是多少，這兩個表達式都會得到一樣的數值。
而且，數學公式通常是普適性的，即在一定情況或條件下總是成立，比如一個光滑函数不一定等同其泰勒展開，但對解析函數 f 就可表為
{\displaystyle f(x)=\sum _{n=0}^{\infty }{\frac {f^{(n)}(a)}{n!}}(x-a)^{n}}。
由此可知，提出有用的数学公式往往能減省一些計算或驗證，所以它們會被特別記下以便在之後再使用。

## 一些著名的数学公式
- 塞尔伯格迹公式
- 泰勒公式
- 全期望公式
- 全概率公式
- 外尔特征标公式
- 婆罗摩笈多公式
- 拉普拉斯展开
- 斯托克斯公式
- 斯特灵公式
- 斯科伦范式
- 柯西-阿达马公式
- 柯西积分公式
- 格林公式
- 格林第一公式
- 格林第二公式
- 欧拉-笛卡尔公式
- 欧拉公式
- 海伦公式
- 牛顿-寇次公式
- 素数公式
- 蔡勒公式
- 角平分线长公式
- 诱导公式
- 莫比乌斯反演公式
- 克拉瑪公式
- 中线长公式
- 乘法公式
- 二倍角公式
- 和差平方
- 立方和差
- 和平方
- 和立方
- 差平方
- 差立方

## 外部連結
- The 11 Most Beautiful Mathematical Equations （页面存档备份，存于）